# Silver Session for Jason Knuth
Silver Session for Jason Knuth è un EP del gruppo musicale statunitense Sonic Youth, pubblicato nel 1998.

## Tracce
1. Silver Panties – 4:27
2. Silver Breeze – 1:19
3. Silver Flower – 4:48
4. Silver Wax Lips – 4:20
5. Silver Loop – 4:25
6. Silver Shirt – 7:17
7. Silver Son – 1:43
8. Silver Mirror – 2:44